# Бэнкс, Аарон
Аарон Бэнкс (англ. Aaron Banks; 3 сентября 1997, Аламида, Калифорния) — профессиональный американский футболист, гард клуба НФЛ «Сан-Франциско Форти Найнерс». На студенческом уровне играл за команду университета Нотр-Дам. На драфте НФЛ 2021 года был выбран во втором раунде.

## Биография
Аарон Бэнкс родился 3 сентября 1997 года в Аламиде. Учился в старшей школе города Эль-Серрито, в составе её футбольной команды играл на позициях гарда и тэкла нападения. На момент выпуска входил в число тридцати лучших игроков Калифорнии по основным скаутским рейтингам, сайт Scout включал его в десятку лучших гардов в стране. В 2016 году вошёл в состав сборной звёзд агломерации Сан-Франциско по версии газеты San Francisco Chronicle.

### Любительская карьера
В январе 2017 года Бэнкс поступил в университет Нотр-Дам. Первый сезон в составе команды он провёл в статусе освобождённого игрока, не участвуя в официальных матчах. В 2018 году он дебютировал в турнире NCAA. Всего он сыграл в тринадцати матчах, последние шесть начинал в стартовом составе команды. В сезоне 2019 года Бэнкс закрепился на месте одного из основных линейных «Нотр-Дама». В тринадцати играх он провёл на поле 844 розыгрыша, пропустив только два сэка. Издание Pro Football Focus оценило его действия на защите паса на 83,5 балла, этот показатель стал вторым в команде.
В 2020 году Бэнкс сыграл в двенадцати матчах команды, в том числе в финальной игре конференции ACC и Роуз Боуле против «Алабамы», также имевшим статус полуфинала плей-офф. По итогам сезона он был включён в сборную звёзд NCAA по версиям Associated Press и ESPN, вошёл в состав сборной звёзд конференции. После окончания сезона Бэнкс получил приглашение на Сеньор Боул, матч всех звёзд выпускников колледжей.

### Профессиональная карьера
Перед драфтом НФЛ 2021 года аналитик издания Bleacher Report Брэндон Торн к сильным сторонам игрока относил его телосложение, быстрые ноги, подвижность, способность держать равновесие, умение сохранять концентрацию до конца эпизода. Недостаткам Бэнкса он называл плохие навыки чтения действий защиты, технические ошибки при занятии стойки и в работе рук. Торн ставил игрока на девятое место среди выходящих на драфт внутренних линейных нападения и прогнозировал ему выбор в третьем раунде.
На драфте Бэнкс был выбран «Сан-Франциско» во втором раунде под общим 48 номером. В мае он подписал с клубом четырёхлетний контракт, общая сумма соглашения составила 7 млн долларов, в том числе 2,5 млн в виде подписного бонуса. В первой части своего дебютного сезона Бэнкс из-за проблем со здоровьем на поле не выходил, а после восстановления тренерский штаб преимущественно задействовал его в составе специальных команд. Всего он принял участие в девяти играх. В последующее межсезонье игрок сбросил вес и улучшил свою физическую форму. В мае тренер линейных нападения «Сан-Франциско» Крис Форстер заявил, что на сборах он будет претендовать на позицию стартового левого гарда вместо ушедшего Лейкена Томлинсона.